# Billie Holiday/Diskografie
Diese Diskografie von Billie Holiday besteht aus 127 Singles (78 RPM und 45 RPMs), Singlealben, EPs, zahlreichen Studio- und Live-Langspielplatten, sowie mehr als 1200 Kompilationsalben, Boxsets und Wiederveröffentlichungen, die nach ihrem Tod erschienen sind.
Die Sängerin hatte von 1933 bis 1942 für Columbia Records aufgenommen, erschienen auf den Sub-Labels Brunswick, Vocalion und OKeh, von 1939 bis 1944 für Commodore Records (und während dieser Zeit eine Single für Harmony, eine für Capitol, sowie mehrere Songs für das Army-Label V-Disc) und von 1944 bis 1950 für Decca Records. 1951 entstanden einige Titel für Aladdin. Von 1952 bis 1957 war sie bei Norman Granz unter Vertrag und nahm für dessen Label Clef, Mercury und Verve auf. Ihr vorletztes Album Lady in Satin erschien dann wieder bei Columbia Records, ihre letzten Aufnahmen 1959 bei MGM Records. Außerdem sind drei 10" LPs unter dem nicht autorisierten Piratenlabel „Jolly Roger“ erschienen.

## Alben

### Studioalben
| Jahr | Album                                                   | Musiklabel Katalog-Nr.          | Format                           | Anmerkungen                                                                                   |
| ---- | ------------------------------------------------------- | ------------------------------- | -------------------------------- | --------------------------------------------------------------------------------------------- |
| 1946 | Billie Holiday                                          | Commodore CR-2                  | Set a 4 St. 10" Singles          | 4-Single-Album                                                                                |
| 1947 | Teddy Wilson – Billie Holiday                           | Columbia C-61                   | Set a 4 St. 10" Singles          | 4-Single-Album, Aufnahmen: 1935–1938                                                          |
| 1947 | Billie Holiday, Vol. 1 – A Hot Jazz Classic Set         | Columbia-135                    | Set a 4 St. 10" Singles          | 4-Single-Album, Aufnahmen: 1937–1942                                                          |
| 1947 | Distinctive Song Stylings                               | Decca A-652                     | Set a 4 St. 10" Singles          | 4-Single-Album, Aufnahmen: 1944–1946                                                          |
| 1949 | Teddy Wilson and His Orchestra Featuring Billie Holiday | Columbia CL-6040                | 10" LP                           | Aufnahmen: 1935–1938; entspricht dem 4-Single-Album C-61                                      |
| 1950 | An Evening with Eddie Heywood and Billie Holiday        | Commodore FL 30001              | 10" LP                           | Aufnahmen: 1. und 8. April 1944                                                               |
| 1950 | Billie Holiday, Vol. 1                                  | Commodore 20005                 | 10" LP                           | Aufnahmen: 1939 und 1944                                                                      |
| 1950 | Billie Holiday, Vol. 2                                  | Commodore 20006                 | 10" LP                           | Aufnahmen: 1939 und 1944                                                                      |
| 1951 | Billie Holiday Favorites                                | Columbia CL 6163                | 10" LP                           | Aufnahmen: 10. Februar 1942                                                                   |
| 1951 | Lover Man                                               | Decca DL 5345                   | 10" LP                           | Aufnahmen: 1947–1949                                                                          |
| 1952 | Billie Holiday Sings                                    | Clef MGC 118 + Mercury 89002    | 10" LP + Set a 4 St. 10" Singles | 4-Single-Album, Aufnahmen: 26. März 1952                                                      |
| 1953 | An Evening with Billie Holiday                          | Clef MGC 144 + Mercury 89028    | 10" LP + Set a 4 St. 10" Singles | 4-Single-Album, Aufnahmen: 1. April 1952 und 27. Juli 1952                                    |
| 1953 | Billie Holiday                                          | Clef MGC 161 + Mercury 89045    | 10" LP + Set a 4 St. 10" Singles | 4-Single-Album, Aufnahmen: 1. April 1952 und 14. April 1952                                   |
| 1954 | Billie Holiday                                          | Clef MGC 161 + Mercury 89045    | 10" LP + Set a 4 St. 10" Singles | 4-Single-Album, Aufnahmen: 1. April 1952 und 14. April 1954                                   |
| 1954 | Billie Holiday and Teddy Wilson Orchestra               | Columbia S 1034                 | 12" LP                           | Aufnahmen: 1936–1940                                                                          |
| 1954 | Billie Holiday, Volume One                              | Jolly Roger 5020                | 10" LP                           | Aufnahmen: vermutlich von 78er Singles kopiert                                                |
| 1954 | Billie Holiday, Volume Two                              | Jolly Roger 5021                | 10" LP                           | Aufnahmen: vermutlich von 78er Singles kopiert                                                |
| 1954 | Billie Holiday, Volume Three                            | Jolly Roger 5022                | 10" LP                           | Aufnahmen: vermutlich von 78er Singles kopiert                                                |
| 1955 | Stay with Me                                            | Clef V-8302                     | 10" LP                           | Aufnahmen: 23. und 25. August 1955                                                            |
| 1955 | Music for Torching                                      | Clef MGC 669 / Verve MV 2595    | 12" LP                           | Aufnahmen: 23. und 25. August 1955                                                            |
| 1956 | Recital by Billie Holiday                               | MGC 686 (Clef)                  | 12" LP                           | Aufnahmen: 1952–1954                                                                          |
| 1956 | Solitude                                                | Clef MGC 690 / Verve V6-8074    | 10" LP + Set a 4 St. 10" Singles | Aufnahmen: 26. März 1952 und 1. April 1952; erweiterte Wiederauflage von Billie Holiday Sings |
| 1956 | Hall of Fame Series                                     | Columbia B-2534                 | 7" EP                            | Aufnahmen: 1939–1941                                                                          |
| 1956 | Velvet Mood                                             | Clef MGC 713                    | 12" LP                           | Aufnahmen: 23. und 25. August 1955                                                            |
| 1956 | The Lady Sings                                          | Decca 8215                      | 12" LP                           | Aufnahmen: 1944–1950                                                                          |
| 1956 | Lady Sings the Blues                                    | Clef MGC 721 / Verve MV 2047    | 12" LP                           | Aufnahmen: 3. September 1954 und 6./7. Juni 1956                                              |
| 1957 | Body and Soul                                           | Verve MGV 8197                  | 12" LP                           | Aufnahmen: 3., 4., 7. und 9. Januar 1957                                                      |
| 1957 | Songs for Distingué Lovers                              | Verve MGV 8257 / Verve 2352 085 | 12" LP                           | Aufnahmen: 3., 4., 7. und 9. Januar 1957                                                      |
| 1958 | Lady in Satin                                           | Columbia CL 1157                | 12" LP                           | Aufnahmen: 19., 20., und 21. Februar 1958                                                     |
| 1958 | The Blues Are Brewin                                    | Decca DL 8701                   | 12" LP                           | Aufnahmen: 1946 und 1949                                                                      |
| 1959 | All or Nothing at All                                   | Verve MGV 8329                  | 12" LP                           | Aufnahmen: 14. / 18. August 1956 sowie 3., 4., 7. und 9. Januar 1957; posthum                 |
| 1959 | Last Recordings                                         | MGM E-3764                      | 12" LP                           | Aufnahmen: 3. / 4. und 11. März 1959; ursprünglich Billie Holiday; posthum                    |

### Livealben
| Jahr | Album                                                             | Musiklabel Katalog-Nr.                      | Format                             | Anmerkungen                                              |
| ---- | ----------------------------------------------------------------- | ------------------------------------------- | ---------------------------------- | -------------------------------------------------------- |
| 1951 | Billie & Stan                                                     | Dale LP 25                                  | 10" LP                             | Aufnahmen: 29. Oktober 1951                              |
| 1954 | Billie Holiday at Jazz at the Philharmonic                        | Clef MGC 169, Mercury 89053 (4-Singlealbum) | 12" LP und Set a 4 St. 10" Singles | Aufnahmen: 12. Februar 1945, 3. Juni und 7. Oktober 1946 |
| 1955 | Billie Holiday/Ralph Burns – Jazz Recital                         | Clef MGC 718                                | 12" LP                             | Aufnahmen: 22. April 1946                                |
| 1956 | The Essential Billie Holiday: Carnegie Hall Concert Recorded Live | Verve 8337672                               | 12" LP                             | Aufnahmen: 10. November 1956                             |
| 1957 | Ella Fitzgerald and Billie Holiday at Newport                     | Columbia 33CX 10100                         | 12" LP                             | Aufnahmen: 4. / 5. und 6. Juli 1957                      |
| 1964 | A Rare Live Recording of Billie Holiday                           | Recording Industries Corp. M 2001           | 12" LP                             | Aufnahmen: 28. Oktober 1951 und 1. November 1951         |

### Kompilationen
Unter den mehr als 1200 Kompilationen ragen heraus: Die erste umfassende Kompilation „The Billie Holiday Story“, die frühen Jahre der Columbia-Jahre von 1933 bis 1944 werden mit der CD-Reihe The Quintessential Billie Holiday Vols. 1-7 dargestellt, analog zur chronologischen Aufbereitung durch das Reissue-Label Classics. Bei Columbia erschien auch die Edition Lady Day: The Complete Billie Holiday on Columbia 1933–1944 (CXK 85470) auf zehn CDs.
Die Aufnahmen der Commodore-Jahre von 1939 und 1944 werden auf The Complete Commodore Recordings (Commodore CMD 24012) vorgehalten; die Decca-Jahre von 1944 bis 1950 auf The Complete Original Decca Recordings (GRP Records 052601-2). Die späten Clef/Verve-Aufnahmen der Sängerin (mit Einschluss der JATP-Liveaufnahmen Holidays) erschienen auf der 10-CD-Kompilation The Complete Billie Holiday on Verve 1945–1959.

### Soundtracks
| Jahr | Album                  | Musiklabel Katalog-Nr. | Format | Anmerkungen                  |
| ---- | ---------------------- | ---------------------- | ------ | ---------------------------- |
| 1946 | New Orleans Soundtrack | Giants of Jazz1025     | 12" LP | zusammen mit Louis Armstrong |

## Singles
| Jahr | Titel                                                                       | Aufnahme                              |
| ---- | --------------------------------------------------------------------------- | ------------------------------------- |
| 1934 | Your Mother’s Son-in-Law / – a                                              | 27. November 1933                     |
| 1934 | Riffin’ the Scotch / –                                                      | 18. Dezember 1933                     |
| 1935 | What a Little Moonlight Can Do / A Sunbonnet Blue                           | 2. Juli 1935                          |
| 1935 | I Wished on the Moon / Miss Brown to You                                    | 2. Juli 1935                          |
| 1935 | What a Night, What a Moon, What a Girl / It’s Too Hot for Words             | 31. Juli 1935                         |
| 1935 | I’m Painting the Town Red / –                                               | 31. Juli 1935                         |
| 1936 | Twenty-Four Hours a Day / Yankee Doodle Never Went to Town                  | 25. Oktober 1935                      |
| 1936 | Eeny Meeny Miney Mo / If You Were Mine                                      | 25. Oktober 1935                      |
| 1936 | These ’n’ That ’n’ Those / –                                                | 30. Dezember 1935                     |
| 1936 | You Let Me Down / Spreadin’ Rhythm Around                                   | 3. Dezember 1935                      |
| 1936 | Life Begins When You’re in Love / –                                         | 30. Januar 1936                       |
| 1936 | These Foolish Things (Remind Me of You) / –                                 | 30. Juni 1936                         |
| 1936 | It’s Like Reaching for the Moon / Guess Who?                                | 30. Juni 1936                         |
| 1936 | I Cried for You / –                                                         | 30. Juni 1936                         |
| 1936 | Did I Remember? / No Regrets                                                | 10. Juli 1936                         |
| 1936 | Summertime / Billie’s Blues (I Love My Man)                                 | 10. Juli 1936                         |
| 1936 | A Fine Romance / I Can’t Pretend                                            | 29. September 1936                    |
| 1936 | One, Two, Button Your Shoe / Let’s Call a Heart a Heart                     | 29. September 1936                    |
| 1937 | Easy to Love / The Way You Look Tonight                                     | 21. Oktober 1936                      |
| 1937 | With Thee I Swing / Who Loves You                                           | 28. Oktober 1936                      |
| 1937 | I Can’t Give You Anything But Love (Dear) / –                               | 19. November 1936                     |
| 1937 | Pennies from Heaven / That’s Life, I Guess                                  | 19. November 1936                     |
| 1937 | One Never Knows, Does One? / I’ve Got My Love to Keep Me Warm               | 12. Januar 1937                       |
| 1937 | If My Heart Could Only Talk / Please Keep Me in Your Dreams                 | 12. Januar 1937                       |
| 1937 | He Ain’t Got Rhythm / This Year’s Kisses                                    | 12. Januar 1937                       |
| 1937 | You Showed Me the Way / (This Is) My Last Affair                            | 18. Februar 1937                      |
| 1937 | The Mood That I’m In / Sentimental and Melancholy                           | 18. Februar 1937                      |
| 1937 | Why Was I Born? / I Must Have That Man                                      | 25. Januar 1937                       |
| 1937 | Carelessly / How Could You?                                                 | 31. März 1937                         |
| 1937 | Moanin’ Low / –                                                             | 31. März 1937                         |
| 1937 | Let’s Call the Whole Thing Off / They Can’t Take That Away from Me          | 1. April 1937                         |
| 1937 | Where Is the Sun? / I Don’t Know If I’m Coming or Going                     | 1. April 1937                         |
| 1937 | I’ll Get By / Mean to Me                                                    | 11. Mai 1937                          |
| 1937 | Foolin’ Myself / Easy Living                                                | 1. Juni 1937                          |
| 1937 | Sun Showers / Yours and Mine                                                | 11. Mai 1937                          |
| 1937 | I’ll Never Be the Same / –                                                  | 1. Juni 1937                          |
| 1937 | Me, Myself and I / Without Your Love                                        | 15. Juni 1937                         |
| 1937 | A Sailboat in the Moonlight / Born to Love                                  | 15. Juni 1937                         |
| 1937 | Getting Some Fun Out of Life / Who Wants Love?                              | 13. September 1937                    |
| 1937 | Trav’lin’ All Alone / He’s Funny That Way                                   | 13. September 1937                    |
| 1938 | My Man / Can’t Help Lovin’ Dat Man                                          | 1. November 1937                      |
| 1938 | Nice Work If You Can Get It / Things Are Looking Up                         | 1. November 1937                      |
| 1938 | My First Impression of You / If Dreams Come True                            | 6. Januar 1938                        |
| 1938 | When You’re Smiling / I Can’t Believe that You’re in Love with Me           | 6. Januar 1938                        |
| 1938 | I Can’t Believe That You’re in Love / Now They Call It Swing                | 12. Januar 1938                       |
| 1938 | On the Sentimental Side / Back in Your Own Backyard                         | 12. Januar 1938                       |
| 1938 | Back in Your Own Backyard / When a Woman Loves a Man                        | 12. Januar 1938                       |
| 1938 | You Go to My Head / The Moon Looks Down and Laughs                          | 11. Mai 1938                          |
| 1938 | If I Were You / Forget If You Can                                           | 11. Mai 1938                          |
| 1938 | Having Myself a Time / Says My Heart                                        | 23. Juni 1938                         |
| 1938 | I Wish I Had You / I’m Gonna Lock My Heart                                  | 23. Juni 1938                         |
| 1938 | Any Old Time / –                                                            | 24. Juli 1938                         |
| 1938 | I’ve Got a Date with a Dream / You Can’t Be Mine                            | 15. September 1938                    |
| 1938 | The Very Thought of You / I Can’t Get Started                               | 15. September 1938                    |
| 1939 | Everybody’s Laughing / Here It Is Tomorrow Again                            | 31. Oktober 1938                      |
| 1939 | April in My Heart / I’ll Never Fail You                                     | 9. November 1938                      |
| 1939 | Say It with a Kiss / They Say                                               | 9. November 1938                      |
| 1939 | You’re Gonna See a Lot of Me / Hello My Darling                             | 28. November 1938                     |
| 1939 | You’re So Desirable / Let’s Dream in the Moonlight                          | 28. November 1938                     |
| 1939 | That’s All I Ask of You / Dream of Life                                     | 20. Januar 1939                       |
| 1939 | What Shall I Say? / It’s Easy to Blame the Weather                          | 30. Januar 1939                       |
| 1939 | More Than You Know / Sugar (That Sugar Baby of Mine)                        | 30. Januar 1939                       |
| 1939 | Under a Blue Jungle Moon / Everything Happens for the Best                  | 21. März 1939                         |
| 1939 | You’re Too Lovely to Last / Why Did I Always Depend on You?                 | 21. März 1939                         |
| 1939 | Strange Fruit / Fine and Mellow                                             | 20. April 1939                        |
| 1939 | Yesterdays / I Gotta Right to Sing the Blues                                | 20. April 1939                        |
| 1939 | Some Other Spring / Them There Eyes                                         | 5. Juli 1939                          |
| 1939 | Our Love Is Different / Swing, Brother, Swing                               | 5. Juli 1939                          |
| 1940 | You’re Just a No Account / You’re a Lucky Guy                               | 13. Dezember 1939                     |
| 1940 | Night and Day / The Man I Love                                              | 13. Dezember 1939                     |
| 1940 | Ghost of Yesterday / Falling in Love Again                                  | 29. Februar 1940                      |
| 1940 | Body and Soul / What Is This Going to Get Us?                               | 29. Februar 1940                      |
| 1940 | Tell Me More and More and Then Some More / Laughing at Life                 | 7. Juni 1940                          |
| 1940 | It’s the Same Old Story / Practice Makes Perfect                            | 12. September 1940                    |
| 1940 | I’m All for You / I Hear Music                                              | 12. September 1940                    |
| 1940 | I’m Pulling Through / Time on My Hands                                      | 7. Juni 1940                          |
| 1941 | St. Louis Blues / Loveless Love                                             | 15. Oktober 1940                      |
| 1941 | Let’s Do It / Georgia on My Mind                                            | 21. März 1941                         |
| 1941 | Romance in the Dark / All of Me                                             | 21. März 1941                         |
| 1941 | God Bless the Child / Solitude                                              | 9. Mai 1941                           |
| 1941 | Jim / Love Me or Leave Me                                                   | 7. August 1941                        |
| 1941 | I’m in a Low-Down Groove Mood / Gloomy Sunday                               | 9. Mai 1941, 7. August 1941           |
| 1942 | I Cover the Waterfront / Until the Real Thing Comes Along                   | 7. August 1941, 10. Februar 1942      |
| 1942 | Wherever You Are / It’s a Sin to Tell a Lie                                 | 10. Februar 1942                      |
| 1942 | Trav’lin’ Light / –                                                         | 12. Juni 1942                         |
| 1944 | Do Nothin’ Till You Hear from Me / I’ll Get By                              | 18. Januar 1944                       |
| 1944 | I’ll Get By / I’ll Be Seeing You                                            | 25. März 1944, 1. April 1944          |
| 1944 | I Cover the Waterfront / Lover Come Back to Me                              | 25. März 1944, 8. April 1944          |
| 1944 | How Am I to Know / He’s Funny That Way                                      | 25. März 1944, 8. April 1944          |
| 1944 | I’m Yours / My Old Flame                                                    | 1. April 1944, 25. März 1944          |
| 1944 | Embraceable You / As Time Goes By                                           | 1. April 1944                         |
| 1944 | Billie’s Blues (I Love My Man) / On the Sunny Side of the Street            | 8. April 1944                         |
| 1945 | Lover Man (Oh, Where Can You Be?) / That Old Devil Called Love              | 4. Oktober 1944                       |
| 1946 | Big Stuff / –                                                               | 13. März 1946                         |
| 1946 | No More / You Better Go Now                                                 | 4. Oktober 1944, 14. August 1945      |
| 1946 | Don’t Explain / What Is This Thing Called Love?                             | 14. August 1945                       |
| 1946 | Good Morning Heartache / No Good Man                                        | 22. Januar 1946                       |
| 1947 | Do You Know What It Means to Miss New Orleans / –                           | 8. Februar 1947                       |
| 1947 | There Is No Greater Love / Solitude                                         | 13. Januar 1947                       |
| 1947 | Deep Song / Easy Living                                                     | 13. Januar 1947                       |
| 1947 | Don’t Explain / What Is This Thing Called Love?                             | 14. August 1945                       |
| 1947 | Long Gone Blues / Am I Blue?                                                | 21. März 1939, 9. Mai 1941            |
| 1949 | Weep No More / Girls Were Made to Take Care of Boys                         | 10. Dezember 1948                     |
| 1949 | (I Loves You) Porgy / My Man (Mon Homme)                                    | 10. Dezember 1948                     |
| 1949 | Ain’t Nobody’s Business If I Do / Baby Get Lost                             | 17. August 1948                       |
| 1949 | You Can’t Lose a Broken Heart / My Sweet Hunk of Trash                      | 30. September 1949                    |
| 1949 | You’re My Thrill / Crazy He Calls Me                                        | 19. Oktober 1949                      |
| 1949 | Please Tell Me Now / Somebody’s on My Mind                                  | 19. Oktober 1949                      |
| 1950 | Ella, Lena and Billie: Nice Work If You Can Get It / I’ll Never Be the Same | 1. November 1937                      |
| 1950 | Gimme a Pigfoot and a Bottle of Beer / Now or Never                         | 8. September 1949, 30. September 1949 |
| 1950 | God Bless the Child / This Is Heaven to Me                                  | 8. März 1950                          |
| 1950 | Keeps on Rainin / Them There Eyes                                           | 29. August 1949                       |
| 1951 | The Blues Are Brewin’ / Do Your Duty                                        | 27. Dezember 1946, 8. September 1949  |
| 1951 | Be Fair with Me Baby / Detour Ahead                                         | 29. April 1951                        |
| 1951 | Rocky Mountain Blues / Blue Turning Grey Over You                           | 29. April 1951                        |
| 1952 | These Foolish Things / I Only Have Eyes for You                             | 21. April 1952                        |
| 1952 | You Turned the Tables on Me / Easy to Love                                  | 21. April 1952                        |
| 1952 | Blue Moon / You Go to My Head                                               | 21. April 1952                        |
| 1952 | East of the Sun / Solitude                                                  | 21. April 1952                        |
| 1953 | Lover Come Back to Me / Yesterdays                                          | 27. Juli 1952                         |
| 1953 | Tenderly / Stormy Weather                                                   | 21. April 1952                        |
| 1953 | East of the Sun / Solitude                                                  | 24. April 1952                        |
| 1954 | Remember / I Can’t Face the Music                                           | 24. April 1952, 27. Juli 1952         |
| 1954 | If the Moon Turns Green / Autumn in New York                                | 24. April 1952                        |
| 1954 | How Deep Is the Ocean? / What a Little Moonlight Can Do                     | 14. April 1954                        |
| 1954 | Willow Weep for Me / Stormy Blues                                           | 3. September 1954                     |
| 1954 | Love Me or Leave Me / I Thought About You                                   | 3. September 1954                     |

## Liste der von Billie Holiday gesungenen Lieder
| Titel                                               | Autor(en)                                                            | Versionen |
| --------------------------------------------------- | -------------------------------------------------------------------- | --------- |
| A Fine Romance                                      | Dorothy Fields / Jerome Kern                                         | 9         |
| A Foggy Day                                         | George Gershwin / Ira Gershwin                                       | 1         |
| A Sailboat in the Moonlight                         | John Jacob Loeb / Guy Lombardo / Carmen Lombardo                     | 1         |
| A Sunbonnet Blue (And a Yellow Straw Hat)           | Sammy Fain / Irving Kahal                                            | 2         |
| A Yiddish Momme (Probenaufnahme)                    | Lew Pollack / Jack Yellen                                            | 2         |
| Ain’t Misbehavin’ (I’m Savin’ my Love for You)      | Harry Brooks / Andy Razaf / Fats Waller                              | 1         |
| Ain’t Nobody’s Business If I Do                     | Porter Grainger / Everett Robbins                                    | 9         |
| All of Me                                           | Gerald Marks / Seymour Simmons                                       | 22        |
| All of You                                          | Cole Porter                                                          | 1         |
| All or Nothing at All                               | Arthur Altman / Jack Lawrence                                        | 1         |
| All the Way                                         | Gus Cahn / Jimmy Van Heusen                                          | 1         |
| Always                                              | Berlin                                                               | 1         |
| Am I Blue?                                          | Grant Clark / Harry Akst                                             | 3         |
| Any Old Time                                        | Artie Shaw                                                           | 1         |
| April in My Heart                                   | Hoagy Carmichael / Helen Meinard                                     | 2         |
| April in Paris                                      | Vernon Duke / Yip Harburg                                            | 1         |
| As Time Goes By                                     | Herman Hupfeld                                                       | 2         |
| Autumn in New York                                  | Vernon Duke                                                          | 2         |
| Baby Get Lost                                       | Leonard Feather                                                      | 1         |
| Baby, I Don’t Cry over You                          | Morton Krouse                                                        | 2         |
| Baby, Won’t You Please Come Home                    | Charles Warfield / Clarence Williams                                 | 1         |
| Back in Your Own Backyard                           | Al Jolson / Billy Rose / Dave Dreyer                                 | 2         |
| Be Fair to Me Baby                                  | Ravon Darnell / Frank Mesner                                         | 1         |
| Beer Barrel Polka (alias: Roll Out the Barrel)      | Lew Brown / Vladimir A. Timm / Jaromír Vejvoda                       | 1         |
| Big Stuff                                           | Leonard Bernstein                                                    | 7         |
| Billie’s Blues (alias: I Love My Man)               | Billie Holiday                                                       | 27        |
| Blue Moon                                           | Richard Rodgers / Lorenz Hart                                        | 7         |
| Blue Turning Grey over You                          | Andy Razaf / Fats Waller                                             | 1         |
| Body and Soul                                       | Frank Eyton / Green / Edward Heyman / Robert Sour                    | 6         |
| Born to Love                                        | Jack Scholl / M. K. Jerome                                           | 1         |
| But Beautiful                                       | Johnny Burke / Jimmy van Heusen                                      | 1         |
| But Not for Me                                      | George Gershwin / Ira Gershwin                                       | 1         |
| Can’t Help Lovin’ Dat Man                           | Oscar Hammerstein II / Jerome Kern                                   | 1         |
| Carelessly                                          | Norman Ellis / Charles Kenny / Nick Kenny                            | 1         |
| Cheek to Cheek                                      | Irving Berlin                                                        | 1         |
| Come Rain or Come Shine                             | Harold Arlen / Johnny Mercer                                         | 1         |
| Comes Love                                          | Lew Brown / Sam Stept / Charles Tobias                               | 4         |
| Crazy He Calls Me                                   | Bob Russell / Carl Sigman                                            | 3         |
| Deed I Do                                           | Walter Hirsch / Fred Rose                                            | 1         |
| Darn That Dream                                     | Eddie DeLange / Jimmy Van Heusen                                     | 1         |
| Day In, Day Out                                     | Rube Bloom / Johnny Mercer                                           | 1         |
| Deep Song                                           | George Cory / Douglas Cross                                          | 2         |
| Detour Ahead                                        | Lou Carter / Herb Ellis / John Frigo                                 | 4         |
| Did I Remember?                                     | Harold Adamson / Walter Donaldson                                    | 1         |
| Do Nothing till You Hear from Me                    | Duke Ellington / Bob Russell                                         | 4         |
| Do You Know What It Means to Miss New Orleans       | Louis Alter / Eddie DeLange                                          | 7         |
| Do Your Duty                                        | Teddy Wilson                                                         | 1         |
| Don’t Explain                                       | Arthur Herzog Jr. / Billie Holiday                                   | 15        |
| Don’t Worry ’bout Me                                | Rube Bloom / Ted Koehler                                             | 1         |
| Dream of Life                                       | Luther Henderson / Carmen McRae                                      | 1         |
| East of the Sun (and West of the Moon)              | Brooks Bowman                                                        | 1         |
| Easy Living                                         | Ralph Rainger / Leo Robin                                            | 6         |
| Easy to Love                                        | Cole Porter                                                          | 2         |
| Easy to Remember                                    | Lorenz Hart / Richard Rodgers                                        | 2         |
| Eeny Meeny Miney Mo                                 | Johnny Mercer / Matty Malneck                                        | 1         |
| Embraceable You                                     | George Gershwin / Ira Gershwin                                       | 5         |
| Everybody’s Laughing                                | Sammy Lerner / Ben Oakland                                           | 1         |
| Everything Happens for the Best                     | Billie Holiday / Tab Smith                                           | 1         |
| Everything Happens to Me                            | Tom Adair / Matt Dennis                                              | 3         |
| Everything I Have Is Yours                          | Harold Adamson / Burton Lane                                         | 2         |
| Falling in Love Again                               | Friedrich Hollaender / Sammy Lerner                                  | 2         |
| Farewell to Storyville                              | Clarence Williams                                                    | 3         |
| Fine and Mellow                                     | Billie Holiday                                                       | 22        |
| Foolin’ Myself                                      | Jack Lawrence / Peter Tinturin                                       | 2         |
| For All We Know                                     | Sam M. Lewis / J. Fred Coots                                         | 1         |
| For Heaven’s Sake                                   | Don Meyer / Elsie Bretton / Sherman Edwards                          | 1         |
| Forget If You Can                                   | Jack Manus / K. Upham / L. Joy                                       | 2         |
| (I Don’t Stand a) Ghost of a Chance                 | Bing Crosby / Ned Washington / Victor Young                          | 3         |
| Gee Baby, Ain’t I Good to You?                      | Andy Razaf / Don Redman                                              | 2         |
| Georgia on My Mind                                  | Hoagy Carmichael / Stuart Gorrell                                    | 3         |
| Getting Some Fun Out of Life                        | Joe Burke / Edgar Leslie                                             | 1         |
| Ghost of Yesterday                                  | Arthur Herzog Jr. / Irene Kitchings                                  | 2         |
| Gimmie a Pigfoot (And a Bottle of Beer)             | Wesley Wilson                                                        | 1         |
| Girls Were Made to Take Care of Boys                | Billie Holiday / Ralph Blane                                         | 1         |
| Glad to Be Unhappy                                  | Lorenz Hart / Richard Rodgers                                        | 1         |
| Gloomy Sunday                                       | Sam M. Lewis / Rezső Seress                                          | 5         |
| God Bless the Child                                 | Arthur Herzog Jr. / Billie Holiday                                   | 18        |
| Gone with the Wind                                  | Herb Magidson / Allie Wrubel                                         | 2         |
| Good Morning Heartache                              | Ervin Drake / Dan Fisher / Irene Higginbotham                        | 8         |
| Guess Who?                                          | Arthur Freed / Burton Lane                                           | 1         |
| Guilty                                              | Harry Akst / Gus Kahn / Richard A. Whiting                           | 3         |
| Having Myself a Time                                | Ralph Rainger / Leo Robin                                            | 2         |
| He Ain’t Got Rhythm                                 | Irving Berlin                                                        | 1         |
| He’s Funny That Way                                 | Richard A. Whiting / Neil Moret                                      | 14        |
| Hello, My Darling                                   | Friedrich Hollander / Frank Loesser                                  | 2         |
| Here It Is Tomorrow Again                           | Patrick Gibbons / Roy Ringwald                                       | 1         |
| How Am I to Know?                                   | Jack King / Dorothy Parker                                           | 5         |
| How Could You?                                      | Al Dubin / Harry Warren                                              | 1         |
| How Deep Is the Ocean?                              | Irving Berlin                                                        | 1         |
| I Can’t Believe That You’re in Love with Me         | Gaskill / Jimmy McHugh                                               | 2         |
| I Can’t Face the Music                              | Rube Bloom / Ted Koehler                                             | 1         |
| I Can’t Get Started                                 | Vernon Duke / Ira Gershwin                                           | 6         |
| I Can’t Give You Anything But Love (Baby)           | Dorothy Fields / Jimmy McHugh                                        | 1         |
| I Can’t Pretend                                     | Charles Tobias / Paul Rusincky / W. Edward Breuder                   | 1         |
| I Cover the Waterfront                              | John W. Green / Edward Heyman                                        | 20        |
| I Cried for You                                     | Gus Arnheim / Arthur Freed / Abe Lyman                               | 14        |
| I Didn’t Know What Time It Was                      | Richard Rodger / Lorenz Hart                                         | 1         |
| I Don’t Know If I’m Coming or Going                 | Lupin Fien / Lee Wainer                                              | 2         |
| I Don’t Want to Cry Anymore                         | Victor Schertzinger                                                  | 4         |
| I Get a Kick Out of You                             | Cole Porter                                                          | 1         |
| I Get Along Without You Very Well                   | Hoagy Carmichael                                                     | 1         |
| I Got It Bad (And That Ain’t Good) (Probenaufnahme) | Duke Ellington / Paul Francis Webster                                | 1         |
| I Gotta Right to Sing the Blues                     | Harold Arlen / Ted Koehler                                           | 3         |
| I Hadn’t Anyone Till You                            | Ray Noble                                                            | 1         |
| I Hear Music                                        | Burton Lane / Frank Loesser                                          | 3         |
| I Must Have That Man                                | Dorothy Fields / Jimmy McHugh                                        | 4         |
| I Only Have Eyes For You                            | Al Dubin / Harry Warren                                              | 10        |
| I Thought About You                                 | Johnny Mercer / Jimmy van Heusen                                     | 1         |
| I Wish I Had You                                    | B. Green / A. Stillman / Claude Thornhill                            | 2         |
| I Wished on the Moon                                | Parker / Ralph Rainger                                               | 4         |
| I Won’t Believe It                                  | Martin Block / J. Russel Robinson / Victor Selsman                   | 1         |
| I Wonder Where Our Love Has Gone                    | Buddy Johnson                                                        | 1         |
| I’ll Be Around                                      | Alex Wilder                                                          | 1         |
| I’ll Be Seeing You                                  | Sammy Fain / Irving Kahal                                            | 7         |
| I’ll Get By                                         | Fred Ahlert / Roy Turk                                               | 5         |
| I’ll Look Around                                    | George Cory / Douglass Cross                                         | 2         |
| I’ll Never Be the Same                              | Gus Kahn / Matty Malneck / Frank Signorelli                          | 1         |
| I’ll Never Fail You                                 | Vic Mizzy / Irving Taylor                                            | 1         |
| I’ll Never Smile Again                              | Ruth Lowe                                                            | 1         |
| I’m a Fool to Want You                              | Jack Wolf / Joel Herron / Frank Sinatra                              | 3         |
| I’m All for You                                     | Jerry Bresler / Larry Wynn                                           | 2         |
| I’m Gonna Lock My Heart (And Throw Away the Key)    | Jimmy Eaton / Terry Shand                                            | 3         |
| I’m In a Low Down Groove                            | Roy Jacobs                                                           | 1         |
| I’m Painting the Town Red                           | Charles Tobias / Charles Newman / Sam H. Stept                       | 1         |
| I’m Pulling Through                                 | Arthur Herzog Jr. / Irene Kitchings                                  | 1         |
| I’m Walkin’ Through Heaven with You                 | Ross Gordon / Joe Turner                                             | 1         |
| I’m Yours                                           | Johnny Green / E. Y. Harburg                                         | 3         |
| I’ve Got a Date with a Dream                        | Mack Gordon / Harry Revel                                            | 2         |
| I’ve Got My Love to Keep Me Warm                    | Irving Berlin                                                        | 3         |
| If Dreams Come True                                 | Benny Goodman / Irving Mills / Edgar Sampson                         | 2         |
| If I Were You                                       | Buddy Bernier / Robert D. Emmerich                                   | 2         |
| If My Heart Could Only Talk                         | Teddy Powell / Walter G. Samuels / Leonard Whitcup                   | 1         |
| If the Moon Turns Green                             | Paul Coates / Bernie Hanighen                                        | 2         |
| If You Were Mine                                    | Johnny Mercer / Matty Malneck                                        | 1         |
| Ill Wind                                            | Harold Arlen / Ted Koehler                                           | 1         |
| Isn’t This a Lovely Day                             | Irving Berlin                                                        | 1         |
| Israel                                              | Arthur Herzog Jr. / Tony Scott                                       | 1         |
| It Had to Be You                                    | Isham Jones / Gus Kahn                                               | 2         |
| It’s a Sin to Tell a Lie                            | Billy Mayhew                                                         | 4         |
| It’s Easy to Blame the Weather                      | Sammy Cahn / Saul Chaplin                                            | 2         |
| It’s Like Reaching for the Moon                     | Al Lewis / Al Sherman / Gerald Marqusee                              | 1         |
| It’s Not for Me to Say                              | Robert Allen / Al Stillman                                           | 1         |
| It’s Too Hot for Words                              | Walter Samuels / Leonard Whitcup / Teddy Powell                      | 2         |
| Jeepers Creepers                                    | Johnny Mercer / Harry Warren                                         | 3         |
| Jim                                                 | Nelson A. Shawn / Caesar Petrillo / Edward Ross / Milton Samuels     | 2         |
| Just Friends                                        | John Klenner / Sam. M. Lewis                                         | 2         |
| Just One More Chance                                | Sam Coslow / Arthur Johnson                                          | 1         |
| Just One of Those Things                            | Cole Porter                                                          | 2         |
| Keeps On Rainin’                                    | Max Kortlander / Spencer Williams                                    | 2         |
| Lady Sings the Blues                                | Billie Holiday / Herbie Nichols                                      | 6         |
| Lady’s Back in Town                                 | Tony Scott                                                           | 1         |
| Laughing at Life                                    | Nick Kenney / Charles F. Kenney / C. Todd / B. Todd                  | 2         |
| Let’s Call a Heart a Heart                          | Sonny Burke / Arthur Johnston                                        | 1         |
| Let’s Call the Whole Thing Off                      | George Gershwin / Ira Gershwin                                       | 2         |
| Let’s Do It                                         | Cole Porter                                                          | 3         |
| Let’s Dream in the Moonlight                        | Matty Malneck / R. Walsh                                             | 2         |
| Life Begins When You’re in Love                     | Brown / Victor Schertzinger / Andrew Acquarulo Ackers                | 1         |
| Long Gone Blues                                     | Billie Holiday                                                       | 1         |
| Love for Sale                                       | Cole Porter                                                          | 1         |
| Love Me or Leave Me                                 | Walter Donaldson / Gus Kahn                                          | 4         |
| Loveless Love                                       | W. C. Handy                                                          | 2         |
| Lover Come Back to Me                               | Sigmund Romberg / Oscar Hammerstein                                  | 18        |
| Lover Man (Oh, Where Can You Be?)                   | Jimmy Davis / Ram Ramirez / Jimmy Sherman                            | 17        |
| (This Is) My Last Affair                            | Haven Johnson                                                        | 2         |
| Mandy Is Two                                        | Fulton McGrath / Johnny Mercer                                       | 4         |
| Maybe You’ll Be There                               | Rube Bloom / Sammy Gallop                                            | 1         |
| Me, Myself and I (Are All in Love with You)         | Irving Gordon / Allan Roberts / Alvin S. Kaufman                     | 3         |
| Mean to Me                                          | Fred E. Ahlert / Roy Turk                                            | 2         |
| Misery                                              | Tony Scott                                                           | 2         |
| Miss Brown to You                                   | Ralph Rainger / Leo Robin / Richard Whiting                          | 9         |
| Moanin’ Low                                         | Ralph Rainger / Howard Dietz                                         | 2         |
| Moonglow                                            | Eddie DeLange / Will Hudson / Irving Mills                           | 1         |
| Moonlight in Vermont                                | John Blackburn / Karl Suessdorf                                      | 2         |
| More Than You Know                                  | Vincent Youmans / Billy Rose / Edward Eliscu                         | 2         |
| My First Impression of You                          | Charlie Tobias / Sam H. Stept                                        | 2         |
| My Funny Valentine                                  | Richard Rodgers / Lorenz Hart                                        | 1         |
| My Man                                              | Channing Pollock / Maurice Yvain / Albert Willemetz / Jaques Charles | 24        |
| My Old Flame                                        | Arthur Johnson / Sam Coslow                                          | 5         |
| My Sweet Hunk o'Trash                               | James P. Johnson / Flournoy E. Miller                                | 2         |
| (You Ain’t Gonna Bother Me) No More                 | Toots Camarata / Bob Russell                                         | 4         |
| Nice Work If You Can Get It                         | George Gershwin / Ira Gershwin                                       | 10        |
| Night and Day                                       | Cole Porter                                                          | 2         |
| No Good Man                                         | Irene Higginbotham / Dan Fisher / Sammy Gallop                       | 3         |
| No Regrets                                          | Roy Ingraham / Harry Tobias                                          | 2         |
| Now or Never                                        | Billie Holiday / Curtis Reginald Lewis                               | 2         |
| Now They Call It Swing                              | W. Hirsch / Vaughn DeLeath / N. Cloutier / L. Handman                | 2         |
| On the Sentimental Side                             | Johnny Burke / James Monaco                                          | 2         |
| On the Sunny Side of the Street                     | Dorothy Fields / Jimmy McHugh                                        | 1         |
| One for My Baby (And One More for the Road)         | Harold Arlen / Johnny Mercer                                         | 2         |
| One Never Knows – Does One?                         | Mack Gordon / Harry Revell                                           | 5         |
| One, Two, Button Your Shoe                          | Johnny Burke / Arthur Johnston                                       | 1         |
| Our Love Is Different                               | Billie Holiday / R. Conway / Basil G. Alba / Sonny White             | 1         |
| Our Love Is Here to Stay                            | George Gershwin / Ira Gershwin                                       | 1         |
| (I Loves You) Porgy                                 | George Gershwin / Ira Gershwin / DuBose Heyward / Dorothy Heyward    | 10        |
| P.S. I Love You                                     | Gordon Jenkins / Johnny Mercer                                       | 1         |
| Pennies from Heaven                                 | Johnny Burke / Arthur Johnston                                       | 2         |
| Please Keep Me in Your Dreams                       | Vee Lawnhurst / Tot Seymour                                          | 1         |
| Please Tell Me Now                                  | Arnold Clawson / Toussaint Pope                                      | 1         |
| Please, Don’t Talk About Me When I’m Gone           | Sam H. Stept / Sidney Clare                                          | 11        |
| Practice Makes Perfect                              | Ernest Gold / Don Roberts                                            | 4         |
| Prelude to a Kiss                                   | Duke Ellington / Mack Gordon / Irving Mills                          | 2         |
| Remember                                            | Irving Berlin                                                        | 1         |
| Restless                                            | Sam Coslow / Tom Satterfield                                         | 1         |
| Riffin’ the Scotch                                  | Benny Goodman / Johnny Mercer / Dick McDonough                       | 3         |
| Rocky Mountain Blues                                | Frank Heywood / Monroe Tucker                                        | 1         |
| Romance in the Dark                                 | Sam Coslow / G. Nelsen                                               | 4         |
| Saddest Tale                                        | Duke Ellington                                                       | 1         |
| Say It Isn’t So                                     | Irving Berlin                                                        | 2         |
| Say It With a Kiss                                  | Johnny Mercer / Harry Warren                                         | 1         |
| Says My Heart                                       | Burton Lane / Frank Loesser                                          | 2         |
| Sentimental and Melancholy                          | Johnny Mercer / Richard Whiting                                      | 1         |
| Softly                                              | Eddie Beal / Joe Greene                                              | 1         |
| Solitude                                            | Eddie DeLange / Duke Ellington / Irving Mills                        | 7         |
| Some of These Days                                  | Shelton Brooks                                                       | 1         |
| Some Other Spring                                   | Irene Kitchings / Arthur Herzog Jr.                                  | 3         |
| Somebody’s on My Mind                               | Arthur Herzog Jr. / Billie Holiday                                   | 1         |
| Sometimes I’m Happy                                 | Irving Caesar / Clifford Grey / Vincent Youmans                      | 1         |
| Sophisticated Lady                                  | Duke Ellington / Irving Mills / Mitchell Parish                      | 1         |
| Speak Low                                           | Ogden Nash / Kurt Weill                                              | 1         |
| Spreadin’ the Rhythm Around                         | Ted Koehler / Jimmy McHugh                                           | 1         |
| Squeeze Me                                          | Clarence Williams / Fats Waller                                      | 1         |
| St. Louis Blues                                     | W. C. Handy                                                          | 2         |
| Stars Fell on Alabama                               | Mitchell Parish / Frank Perkins                                      | 2         |
| Stormy Blues                                        | Billie Holiday                                                       | 1         |
| Stormy Weather                                      | Harold Arlen / Ted Koehler                                           | 2         |
| Strange Fruit                                       | Abel Meeropol (Pseudonym: Lewis Allan)                               | 16        |
| Sugar (That Sugar Baby o’ Mine)                     | Edna Alexander / Sidney D. Mitchell / Maceo Pinkard                  | 1         |
| Summertime                                          | George Gershwin / Ira Gershwin / DuBose Heyward                      | 2         |
| Sun Showers                                         | Nacio Herb Brown / Arthur Freed                                      | 1         |
| Swing, Brother Swing                                | Walter Bishop / Lewis Raymond / Clarence Williams                    | 3         |
| Tell Me More and More (and then Some)               | Billie Holiday                                                       | 1         |
| Tenderly                                            | Walter Lloyd Gross / Jack Lawrence                                   | 5         |
| That Ole Devil Called Love                          | Allan Roberts / Doris Fisher                                         | 3         |
| That’s All I Ask of You                             | R. E. Pope                                                           | 2         |
| That’s Life I Guess                                 | Peter DeRose / Sam M. Lewis                                          | 2         |
| The Blues Are Brewin’                               | Louis Alter / Eddie DeLange                                          | 4         |
| The End of a Love Affair                            | Edward C. Redding                                                    | 3         |
| The Man I Love                                      | George Gershwin / Ira Gershwin                                       | 7         |
| The Mood That I’m In                                | Abner Silver / Al Sherman                                            | 2         |
| The Moon Looks Down and Laughs                      | Bert Kalmar / Sid Silvers / Harry Ruby                               | 2         |
| The Nearness of You (Probenaufnahme)                | Hoagy Carmichael / Ned Washington                                    | 1         |
| The Same Old Story                                  | M. Field / N. Oliphant                                               | 3         |
| The Very Thought of You                             | Ray Noble                                                            | 2         |
| The Way You Look Tonight                            | Dorothy Fields / Jerome Kern                                         | 2         |
| Them There Eyes                                     | Maceo Pinkard / Doris Tauber / William Tracey                        | 23        |
| There Is No Greater Love                            | Isham Jones / Marty Symes                                            | 4         |
| There’ll Be Some Changes Made                       | Billy Higgins / Benton Overstreet                                    | 1         |
| These ’n’ That ’n’ Those                            | Milton Pascal / Edgar Fairchild                                      | 1         |
| These Foolish Things                                | Holt Marvell / Jack Strachey / Harry Link                            | 2         |
| They Can’t Take That Away from Me                   | George Gershwin / Ira Gershwin                                       | 4         |
| They Say                                            | Edward Heyman / Paul Mann / Stephan Weiss                            | 3         |
| Things Are Looking Up                               | George Gershwin / Ira Gershwin                                       | 1         |
| This Is Heaven to Me                                | Ernest Schweikert / Frank Reardon                                    | 1         |
| This Year’s Kisses                                  | Irving Berlin                                                        | 2         |
| Time on My Hands                                    | Harold Adamson / Mack Gordon / Vincent Youmans                       | 1         |
| Too Marvelous for Words                             | Johnny Mercer / Richard Whiting                                      | 11        |
| Trav’lin’ All Alone                                 | J. C. Johnson                                                        | 1         |
| Trav’lin’ Light                                     | Johnny Mercer / Trummy Young / Jimmy Mundy                           | 12        |
| Twenty-Four Hours a Day                             | Arthur Swanstrom / James F. Hanley                                   | 1         |
| Under a Blue Jungle Moon                            | N. Brisben / R. Conway                                               | 2         |
| Until the Real Thing Comes Along                    | Sammy Cahn / Saul Chaplin / L. E. Freeman                            | 3         |
| Violets for Your Furs                               | Tom Adair / Matt Dennis                                              | 1         |
| We’ll Be Together Again                             | Carl T. Fischer / Frankie Laine                                      | 1         |
| Weep No More                                        | Tom Adair / Gordon Jenkins                                           | 1         |
| What a Little Moonlight Can Do                      | Harry MacGregor Woods                                                | 17        |
| What a Night, What a Moon, What a Girl              | John Jacob Loeb                                                      | 1         |
| What Is This Going to Get Us?                       | Arthur Herzog Jr. / Irene Kitchings                                  | 1         |
| What Is This Thing Called Love?                     | Cole Porter                                                          | 2         |
| What Shall I Say?                                   | Peter Tinturin                                                       | 1         |
| What’s New?                                         | Johnny Burke / Bob Haggart                                           | 1         |
| When a Woman Loves a Man                            | Bernie Hanighen / Gordon Jenkins / Johnny Mercer                     | 1         |
| When It’s Sleepy Time Down South                    | Clarence Muse / Leon Rene / Otis Rene                                | 1         |
| When You Are Away, Dear                             | Henry Blossom / Victor Herbert                                       | 1         |
| When You’re Smiling                                 | Mark Fisher / Larry Shay / Joe Goodwin                               | 2         |
| When Your Lover Has Gone                            | Einar A. Swan                                                        | 8         |
| Where Is the Sun?                                   | John Redmond / Lee David                                             | 1         |
| Wherever You Are                                    | Cliff Friend / Charlie Tobias                                        | 2         |
| Who Loves You?                                      | J. Fred Coots / Benny Davis                                          | 2         |
| Who Wants Love?                                     | Gus Kahn / Franz Waxman                                              | 1         |
| Why Did I Always Depend On You?                     | P. Greenwood / Teddy McRae / R. Smith                                | 1         |
| Why Was I Born?                                     | Oscar Hammerstein II. / Jerome Kern                                  | 1         |
| Willow Weep for Me                                  | Ann Ronell                                                           | 13        |
| With Thee I Swing                                   | George Adlam / Alexander Hyde / Al Stillman                          | 1         |
| Without Your Love                                   | Johnny Lange / Fred Stryker                                          | 2         |
| Yankee Doodle Never Went to Town                    | Arthur Freed / Bernie Hanighan                                       | 1         |
| Yesterdays                                          | Jerome Kern / Otto Harbach                                           | 6         |
| You Better Go Now                                   | Irvin Graham / Bickley Reichner                                      | 6         |
| You Can’t Be Mine (And Someone Else’s Too)          | J. C. Johnson / C. Webb                                              | 2         |
| You Can’t Lose a Broken Heart                       | James P. Johnson / Flournoy E. Miller                                | 1         |
| You Don’t Know What Love Is                         | Don Raye / Gene DePaul                                               | 1         |
| You Go to My Head                                   | J. Fred Coots / Haven Gillespie                                      | 5         |
| You Gotta Show Me                                   | Billie Holiday                                                       | 1         |
| You Let Me Down                                     | Al Dubin / Harry Warren                                              | 1         |
| You Showed Me the Way                               | Ella Fitzgerald / Benny Green / Teddy McRae / Chick Webb             | 1         |
| You Took Advantage of Me                            | Lorenz Hart / Richard Rodgers                                        | 1         |
| You Turned the Tables on Me                         | Louis Alter / Sidney D. Mitchell                                     | 1         |
| You’re a Lucky Guy                                  | Sammy Cahn / Saul Chaplin                                            | 1         |
| You’re Driving Me Crazy                             | Walter Donaldson                                                     | 4         |
| You’re Gonna See a Lot of Me                        | M. Curtis / A. Goodhard / A. Hoffman                                 | 2         |
| You’re Just a No Account                            | Sammy Cahn / Saul Chaplin                                            | 1         |
| You’re My Thrill                                    | Sidney Clare / Jay Gorney                                            | 2         |
| You’re So Desirable                                 | Ray Noble                                                            | 2         |
| You’re Too Lovely to Last                           | C. Beal / E. Fraser / Teddy McRae                                    | 2         |
| You’ve Changed                                      | Bill Carey / Carl Fischer                                            | 4         |
| Your Mother’s Son-in-Law                            | Mann Holiner / Alberta Nichols                                       | 1         |
| Yours and Mine                                      | Nacio Herb Brown / Arthur Freed                                      | 1         |

Vermutlich niemals aufgenommen
- 1939: Lost at the Crossroads of Love
- 1940: Say I’m Yours Again
- 1949: Close Dem Eyes My Darlin’
- 1952: Please Don’t Do It in Here
- 1952: You’d Do It Anyway
- 1955: Preacher Boy
- 1957: I’m Left Alone
- 1957: Who Needs You (Baby)

## Chartplatzierungen

### Alben
| Jahr | Titel                                          | Höchstplatzierung, Gesamtwochen, AuszeichnungChartplatzierungen (Jahr, Titel, Platzierungen, Wochen, Auszeichnungen, Anmerkungen) | Höchstplatzierung, Gesamtwochen, AuszeichnungChartplatzierungen (Jahr, Titel, Platzierungen, Wochen, Auszeichnungen, Anmerkungen) | Anmerkungen |
| Jahr | Titel                                          | UK | US | Anmerkungen |
| ---- | ---------------------------------------------- | --- | --- | ----------- |
| 1973 | The Billie Holiday Story                       | — | US85 (21 Wo.)US |             |
| 1973 | Strange Fruit                                  | — | US108 (16 Wo.)US |             |
| 1973 | The Original Recordings                        | — | US135 (9 Wo.)US |             |
| 1985 | The Legend Of Billie Holiday                   | UK60 Gold · (10 Wo.)UK | — |             |
| 1997 | Lady Day – The Very Best Of                    | UK63 (2 Wo.)UK | — |             |
| 2001 | Ken Burns Jazz – The Definitive Billie Holiday | — | US174 (2 Wo.)US |             |
| 2009 | The Complete Billie Holiday                    | — | US122 (1 Wo.)US |             |

## Statistik

### Chartauswertung
|                     | UK    | US    |
| ------------------- | ----- | ----- |
| Nummer-eins-Alben   | UK—UK | US—US |
| Top-10-Alben        | UK—UK | US—US |
| Alben in den Charts | UK2UK | US5US |

### Auszeichnungen für Musikverkäufe
| Silberne Schallplatte - Vereinigtes Königreich - 2013: für das Album The Essential |

Anmerkung: Auszeichnungen in Ländern aus den Charttabellen bzw. Chartboxen sind in ebendiesen zu finden.
| Land/RegionAuszeichnungen für Musikverkäufe (Land/Region, Auszeichnungen, Verkäufe, Quellen) | Silber  | Gold  | Platin | Verkäufe | Quellen   |
| -------------------------------------------------------------------------------------------- | ------- | ----- | ------ | -------- | --------- |
| Vereinigtes Königreich (BPI)                                                                 | Silber1 | Gold1 | —      | 160.000  | bpi.co.uk |
| Insgesamt                                                                                    | Silber1 | Gold1 | —      |          |           |